# Léaz
Léaz és un municipi francès situat al departament de l'Ain i a la regió d'Alvèrnia-Roine-Alps. L'any 2007 tenia 511 habitants.

## Demografia

### Població
El 2007 la població de fet de Léaz era de 511 persones. Hi havia 201 famílies de les quals 39 eren unipersonals (8 homes vivint sols i 31 dones vivint soles), 66 parelles sense fills, 77 parelles amb fills i 19 famílies monoparentals amb fills.
La població ha evolucionat segons el següent gràfic:
Habitants censats

### Habitatges
El 2007 hi havia 264 habitatges, 204 eren l'habitatge principal de la família, 41 eren segones residències i 18 estaven desocupats. 232 eren cases i 30 eren apartaments. Dels 204 habitatges principals, 167 estaven ocupats pels seus propietaris, 36 estaven llogats i ocupats pels llogaters i 1 estava cedit a títol gratuït; 5 tenien dues cambres, 33 en tenien tres, 65 en tenien quatre i 101 en tenien cinc o més. 171 habitatges disposaven pel capbaix d'una plaça de pàrquing. A 82 habitatges hi havia un automòbil i a 111 n'hi havia dos o més.

### Piràmide de població
La piràmide de població per edats i sexe el 2009 era:
| Homes | Edats   | Dones |
| ----- | ------- | ----- |
| 0     | 95 o +  | 0     |
| 0     | 90 a 94 | 0     |
| 0     | 85 a 89 | 4     |
| 4     | 80 a 84 | 0     |
| 4     | 75 a 79 | 16    |
| 4     | 70 a 74 | 0     |
| 16    | 65 a 69 | 20    |
| 12    | 60 a 64 | 20    |
| 16    | 55 a 59 | 20    |
| 24    | 50 a 54 | 16    |
| 20    | 45 a 49 | 20    |
| 4     | 40 a 44 | 16    |
| 32    | 35 a 39 | 24    |
| 16    | 30 a 34 | 16    |
| 16    | 25 a 29 | 24    |
| 8     | 20 a 24 | 4     |
| 8     | 15 a 19 | 28    |
| 8     | 10 a 14 | 16    |
| 12    | 5 a 9   | 8     |
| 4     | 0 a 4   | 8     |

## Economia
El 2007 la població en edat de treballar era de 321 persones, 254 eren actives i 67 eren inactives. De les 254 persones actives 234 estaven ocupades (125 homes i 109 dones) i 21 estaven aturades (12 homes i 9 dones). De les 67 persones inactives 22 estaven jubilades, 23 estaven estudiant i 22 estaven classificades com a «altres inactius».

### Ingressos
El 2009 a Léaz hi havia 210 unitats fiscals que integraven 515 persones, la mediana anual d'ingressos fiscals per persona era de 19.385 €.

### Activitats econòmiques
Dels 7 establiments que hi havia el 2007, 1 era d'una empresa de comerç i reparació d'automòbils, 3 d'empreses de transport i 3 d'empreses d'hostatgeria i restauració.
L'únic servei als particulars que hi havia el 2009 era un restaurant.
L'únic establiment comercial que hi havia el 2009 era una joieria.
L'any 2000 a Léaz hi havia 6 explotacions agrícoles.

## Equipaments sanitaris i escolars
El 2009 hi havia una escola elemental.

## Poblacions més properes
El següent diagrama mostra les poblacions més properes.